# Пиль-башенный мост-плотина

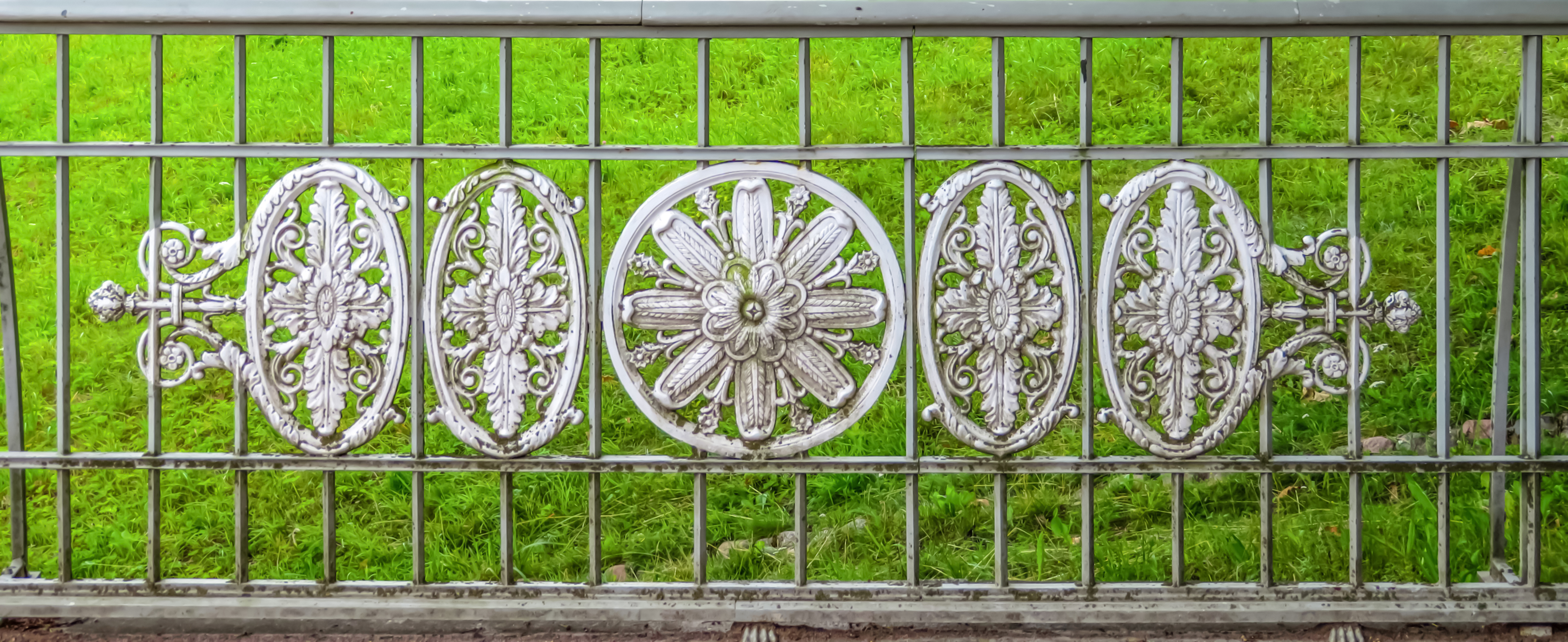
Решётка моста

Пиль-башенный мост-плотина — мост, перекинутый через реку Славянку в Павловском парке рядом с Пиль-башней. Один из трёх мостов-плотин парка (наряду с Чёрным и Висконтиевым мостами).
Местность изначально не относилась к Павловскому парку. Здесь, за его пределами, 1793 году была сделана запруда для поднятия уровня воды в реке. В 1795—1797 годах было установлено водяное колесо, Пильная мельница, рядом построен павильон, получивший название Пиль-башни, и низкий деревянный мост, предположительно с пёстро окрашенными перилами.
В 1807—1808 годах по проекту А. Н. Воронихина взамен старого моста и Пильной мельницы был построен новый, каменный. По предварительному проекту предполагалось три пролёта (центральный — наиболее широкий) и сохранение декоративного мельничного колеса, в окончательном проекте у моста один пролёт. Одновременно с этим плотина была усилена, и река перед мостом создаёт спокойную ровную гладь, для которой прямой длинный мост с ажурной решёткой становится обрамлением. Руководил строительством К. Висконти при участии И. де Фриза.
Рисунок перил — переплетение тонких прутьев, на которое наложена сложная виньетка из круга и двух овалов с каждой стороны, в круг вписан сложный цветок, а в овалы — своеобразные орнаменты; сложный узор присоединён и к внешним сторонам овалов.
Последний крупный ремонт до войны прошёл в 1939 году. В 1944 году при отступлении из Павловска фашистские войска взорвали мост. Временно было создано деревянное сооружение, далее восстановлена плотина. Мост был воссоздан внешне в 1965 году, пролёты современного моста сделаны из железобетона и облицованы известняком.
Инженерная часть проекта была выполнена в институте «Ленгипроинжпроект», архитектурно-декоративная часть моста восстанавливалась по проекту Специальных научно-реставрационных производственных мастерских. Работы выполнены трестами «Ленмостострой» и «Фасадремстрой».
Ограждение моста было воссоздано в 1970-е годы под руководством А. А. Кедринского.
Последняя реставрация моста прошла в 2012—2013 годах.
Шандоры моста при реставрации были сделаны из лиственницы, с осени по апрель они вынимаются для спуска уровня воды во избежание наводнений.